# Antarktiske halvø
Den Antarktiske halvø (engelsk: Antarctic Peninsula) er en isdækket halvø i det vestlige Antarktis. Halvøen strækker sig fra Antarktis' centrum mod Sydamerikas sydspids og er 1.300 km lang.

## Geografi
Den Antarktiske halvø ligger i Vestantarktis. Den nordlige del kaldes Graham Land og den sydlige Palmer Land.
Halvøen domineres af en række bjerge, der geologisk er en fortsættelse af Andesbjergene. Da Andesbjergene og halvøen blev dannet for 50-65 millioner år siden var der landforbindelse med Sydamerika. De tektoniske plader, der skabte bjergkæden er stillehavspladen og scotiapladen. De højeste tinder på halvøen er Mount Jackson (4.190 m.o.h.) og Mount Coman (3.655 m.o.h). Det nordligste punkt er Hope Bay, der ligger på den 63. sydlige breddegrad, hvilket modsvarer beliggenheden på den nordlige halvkugle af eksempelvis Umeå i Sverige.
Langs østkysten ligger Larsen-iskappen, hvor forskellige områder er brækket af i flere omgange siden midten af 1990'erne.

## Dyre- og planteliv
Halvøen er den eneste del af Antarktis, der har større isfri landområder og der findes et rigt dyreliv både på land og havet (selvom de større dyr som hvaler og sæler er gået kraftigt tilbage siden 1800-tallet). Sæler, søelefanter, pingviner, blæksprutter og hvaler forefindes med en række forskellige arter, ligesom der findes flere havfugle. Dyr og fugle i området finder deres føde i havet.
Planteliv på land er stærkt begrænset og består primært af forskellige typer lav, mos og alger. Antarktis' to eneste dækfrøede planter Deschampsia antarctica (en græsart i slægten Bunke) og Colobanthus quitensis (en art i Nellike-familien) gror på de vestlige og nordlige dele af halvøen og på nogle af øerne, hvor klimaet er relativt mildt.

## Opdagelse
Eftersom halvøen er omgivet af hård pakis og et hav med ekstremt hård vejr, var regionen svær at nå, før der fandtes kraftige skibe eller moderne isbrydere. Den første, der formodes at være kommet i nærheden, var en hollandsk sørøver, Dirk Gerritsz, som i 1596 ledte en flåde at piratskibe gennem det sydlige stillehav; en voldsom storm førte ham ned til 64. breddegrad, hvor han opdagede et højt isdækket område, som sandsynligvis var Sydshetlandsøerne.
De første mennesker, som man ved så fastlandet her, ankom 1819-20, blandt dem den engelske styrmand Edward Bransfield, som anses som den første person, der så Antarktis' fastland. Bransfield, som var stationeret ved Royal Navys kontingent i det sydlige Stillehav ud for Chile, drog med en handelskaptajn Smith på en færd ind i drivisen og den 30. januar 1820 fik han Trinityhalvøen i sigte, den nordligste spids af Antarktis fastland, og noterede i sin rejsedagbog "høje berge dækket af sne". Samme sydpolssommer ankom en russisk videnskabelig ekspedition under Fabian von Bellinghausen. Den foretog en omfattende rundsejling, der også nåede det østlige Antarktis, studerede kyststrækningerne og - uden at gå i land på fastlandet (hvilket heller ikke Bransfield havde gjort) - opdagede bl.a. Peter I's Ø, Alexander I's Land og Sydsandwichøerne. Omkring denne periode begyndte hval- og sælfangsten i området.
Den næste bekræftede kontakt med området fandt sted i 1832 under en ekspedition ledet af John Biscoe, der navngavn den nordlige del af halvøen Graham Land.
Indtil 1930'erne var det opfattelsen, at området bestod af en række øer (et arkipelag) forbundet med havis, men ved The British Graham Land Expedition (1934 -1937) ved det fastslået, at Graham Land er en halvø.
Halvøen er i dag en af de bedst udforskede egne af Antarktis og der findes et stort antal bemandede forskningsstationer i regionen. Storbritannien gjorde tidligt krav på denne del af Antarktis, men har i henhold til Antarktistraktaten fra 1959 (fornyet 1989) i lighed med andre lande afstået fra at hævde territorielle eller militære rettigheder.

## Klima
Den Antarktiske halvø er den varmeste del af Antarktis, takket være den nordlige beliggenhed og den omstændighed, at den er omgivet af hav. Klimaet er betydeligt koldere end de tilsvarende områder på den nordlige halvkugle, frem for alt i Skandinavien, primært på grund af manglen på varme havstrømme modsvarede den nordatlantiske strøm men også på grund af landforbindelsen til Antarktis' kolde indland, der leder kold luft op langs halvøen og nogen gange videre op til Sydamerika. Kolde storme fra Antarktis har trængt så langt nordpå som til Buenos Aires i Argentina på den 34. breddegrad med kraftige snestorme.
Den varmeste temperatur, der nogensinde er målt på halvøen, er omkring 15 plusgrader. Middeltemperaturen om sommeren i december er omkring 2 plusgrader og om vinteren (juni) ca. 15 minusgrader.

## Eksterne links
- Wikimedia Commons har flere filer relateret til Antarktiske halvø

69°S 66°V / 69°S 66°V